# Liste der Außenminister Spaniens
Dies ist eine Liste der Außenminister Spaniens seit 1885.

## Liste
| Periode                                                          | Anfang        | Ende          | Name                                               | Partei |
| ---------------------------------------------------------------- | ------------- | ------------- | -------------------------------------------------- | ------ |
| Herrschaft von Maria Christina (1885–1902)                       | 27.11.1885    | 14.6.1888     | Segismundo Moret Prendergast (1)                   |        |
| Herrschaft von Maria Christina (1885–1902)                       | 14.6.1888     | 5.7.1890      | Antonio Aguilar Correa (1)                         |        |
| Herrschaft von Maria Christina (1885–1902)                       | 5.7.1890      | 11.12.1892    | Carlos Manuel O’Donnell Álvarez y Abreu (1)        |        |
| Herrschaft von Maria Christina (1885–1902)                       | 11.12.1892    | 5.4.1893      | Antonio Aguilar y Correa (1)                       |        |
| Herrschaft von Maria Christina (1885–1902)                       | 5.4.1893      | 4.11.1894     | Segismundo Moret y Prendergast (1)                 |        |
| Herrschaft von Maria Christina (1885–1902)                       | 4.11.1894     | 23.3.1895     | Alejandro Groizard y Gómez de la Serna (1)         |        |
| Herrschaft von Maria Christina (1885–1902)                       | 23.3.1895     | 19.1.1896     | Carlos Manuel O’Donnell Álvarez y Abreu (1)        |        |
| Herrschaft von Maria Christina (1885–1902)                       | 19.1.1896     | 5.3.1896      | José Elduayen Gorriti (1)                          |        |
| Herrschaft von Maria Christina (1885–1902)                       | 5.3.1896      | 4.10.1897     | Carlos Manuel O’Donnell Álvarez y Abreu (1)        |        |
| Herrschaft von Maria Christina (1885–1902)                       | 4.10.1897     | 18.5.1898     | Pío Gullón Iglesias (1)                            |        |
| Herrschaft von Maria Christina (1885–1902)                       | 18.5.1898     | 24.5.1898     | José Gutiérrez Agüera (1)                          |        |
| Herrschaft von Maria Christina (1885–1902)                       | 24.5.1898     | 4.3.1899      | Juan Manuel Sánchez y Gutiérrez de Castro (1)      |        |
| Herrschaft von Maria Christina (1885–1902)                       | 4.3.1899      | 18.4.1900     | Francisco Silvela Le Vielleuze (1)                 |        |
| Herrschaft von Maria Christina (1885–1902)                       | 18.4.1900     | 6.3.1901      | Ventura García Sancho Ibarrondo (1)                |        |
| Herrschaft von Maria Christina (1885–1902)                       | 6.3.1901      | 17.5.1902     | Juan Manuel Sánchez y Gutiérrez de Castro (1)      |        |
| Herrschaft von Alfons XIII. (1902–1923)                          | 17.5.1902     | 6.12.1902     | Juan Manuel Sánchez y Gutiérrez de Castro (1)      |        |
| Herrschaft von Alfons XIII. (1902–1923)                          | 6.12.1902     | 20.7.1903     | Buenaventura Abarzuza Ferrer (1)                   |        |
| Herrschaft von Alfons XIII. (1902–1923)                          | 20.7.1903     | 5.12.1903     | Manuel Mariátegui y Vinyals (1)                    |        |
| Herrschaft von Alfons XIII. (1902–1923)                          | 5.12.1903     | 16.12.1904    | Faustino Rodríguez San Pedro (1)                   |        |
| Herrschaft von Alfons XIII. (1902–1923)                          | 16.12.1904    | 27.1.1905     | Ventura García Sancho Ibarrondo (1)                |        |
| Herrschaft von Alfons XIII. (1902–1923)                          | 27.1.1905     | 23.6.1905     | Wenceslao Ramírez de Villaurrutia (1)              |        |
| Herrschaft von Alfons XIII. (1902–1923)                          | 23.6.1905     | 31.10.1905    | Felipe Sánchez Román (1)                           |        |
| Herrschaft von Alfons XIII. (1902–1923)                          | 31.10.1905    | 1.12.1905     | Pío Gullón Iglesias (1)                            |        |
| Herrschaft von Alfons XIII. (1902–1923)                          | 1.12.1905     | 23.6.1906     | Juan Manuel Sánchez y Gutiérrez de Castro (1)      |        |
| Herrschaft von Alfons XIII. (1902–1923)                          | 23.6.1906     | 1.7.1906      | Emilio de Ojeda y Perpiñán (1)                     |        |
| Herrschaft von Alfons XIII. (1902–1923)                          | 1.7.1906      | 6.7.1906      | Juan Pérez Caballero y Ferrer (1)                  |        |
| Herrschaft von Alfons XIII. (1902–1923)                          | 6.7.1906      | 30.11.1906    | Pío Gullón Iglesias (1)                            |        |
| Herrschaft von Alfons XIII. (1902–1923)                          | 30.11.1906    | 25.1.1907     | Juan Pérez Caballero y Ferrer (1)                  |        |
| Herrschaft von Alfons XIII. (1902–1923)                          | 25.1.1907     | 21.10.1909    | Manuel Allendesalazar Muñoz de Salazar (1)         |        |
| Herrschaft von Alfons XIII. (1902–1923)                          | 21.10.1909    | 9.2.1910      | Juan Pérez Caballero y Ferrer (1)                  |        |
| Herrschaft von Alfons XIII. (1902–1923)                          | 9.2.1910      | 31.12.1912    | Manuel García Prieto (1)                           |        |
| Herrschaft von Alfons XIII. (1902–1923)                          | 31.12.1912    | 13.6.1913     | Juan Navarro Reverter (1)                          |        |
| Herrschaft von Alfons XIII. (1902–1923)                          | 13.6.1913     | 27.10.1913    | Antonio López Muñoz (1)                            |        |
| Herrschaft von Alfons XIII. (1902–1923)                          | 27.10.1913    | 9.12.1915     | Salvador Bermúdez de Castro y O'Lawlor (1)         |        |
| Herrschaft von Alfons XIII. (1902–1923)                          | 9.12.1915     | 25.2.1916     | Miguel Villanueva y Gómez (1)                      |        |
| Herrschaft von Alfons XIII. (1902–1923)                          | 25.2.1916     | 30.4.1916     | Álvaro de Figueroa y Torres (1)                    |        |
| Herrschaft von Alfons XIII. (1902–1923)                          | 30.4.1916     | 19.4.1917     | Amalio Gimeno y Cabañas (1)                        |        |
| Herrschaft von Alfons XIII. (1902–1923)                          | 19.4.1917     | 11.6.1917     | Juan Alvarado y del Saz (1)                        |        |
| Herrschaft von Alfons XIII. (1902–1923)                          | 11.6.1917     | 3.11.1917     | Salvador Bermúdez de Castro y O'Lawlor (1)         |        |
| Herrschaft von Alfons XIII. (1902–1923)                          | 3.11.1917     | 22.3.1918     | Manuel García Prieto (1)                           |        |
| Herrschaft von Alfons XIII. (1902–1923)                          | 22.3.1918     | 9.11.1918     | Eduardo Dato Iradier (1)                           |        |
| Herrschaft von Alfons XIII. (1902–1923)                          | 9.11.1918     | 15.4.1919     | Álvaro de Figueroa y Torres (1)                    |        |
| Herrschaft von Alfons XIII. (1902–1923)                          | 15.4.1919     | 20.7.1919     | Manuel González Hontoria (1)                       |        |
| Herrschaft von Alfons XIII. (1902–1923)                          | 20.7.1919     | 14.8.1921     | Salvador Bermúdez de Castro y O'Lawlor (1)         |        |
| Herrschaft von Alfons XIII. (1902–1923)                          | 14.8.1921     | 8.3.1922      | Manuel González Hontoria (1)                       |        |
| Herrschaft von Alfons XIII. (1902–1923)                          | 8.3.1922      | 4.12.1922     | Joaquín Fernández Prida (1)                        |        |
| Herrschaft von Alfons XIII. (1902–1923)                          | 4.12.1922     | 7.12.1922     | Francisco Bergamín García (1)                      |        |
| Herrschaft von Alfons XIII. (1902–1923)                          | 7.12.1922     | 15.9.1923     | Manuel García Prieto (1)                           |        |
| Diktatur von Miguel Primo de Rivera (1923–1931)                  | 15.9.1923     | 3.12.1925     | Fernando Espinosa de los Monteros y Bermejillo (1) |        |
| Diktatur von Miguel Primo de Rivera (1923–1931)                  | 3.12.1925     | 20.2.1927     | José María Yanguas y Messía (1)                    |        |
| Diktatur von Miguel Primo de Rivera (1923–1931)                  | 20.2.1927     | 3.11.1928     | Miguel Primo de Rivera (1)                         |        |
| Diktatur von Miguel Primo de Rivera (1923–1931)                  | 3.11.1928     | 30.1.1930     | Miguel Primo de Rivera y Orbaneja (2)              |        |
| Diktatur von Miguel Primo de Rivera (1923–1931)                  | 30.1.1930     | 18.2.1931     | Jacobo Fitz-James Stuart y Falcó (1)               |        |
| Diktatur von Miguel Primo de Rivera (1923–1931)                  | 18.2.1931     | 14.4.1931     | Álvaro Figueroa Torres (1)                         |        |
| Zweite Republik (1931–1939)                                      | 14.4.1931     | 16.12.1931    | Alejandro Lerroux García (1)                       |        |
| Zweite Republik (1931–1939)                                      | 16.12.1931    | 16.6.1933     | Luis de Zulueta y Escolano (1)                     |        |
| Zweite Republik (1931–1939)                                      | 12.6.1933     | 12.9.1933     | Fernando de los Ríos Urruti (1)                    |        |
| Zweite Republik (1931–1939)                                      | 12.9.1933     | 16.12.1933    | Claudio Sánchez-Albornoz Meduiña (1)               |        |
| Zweite Republik (1931–1939)                                      | 16.12.1933    | 4.10.1934     | Leandro Pita Romero (1)                            |        |
| Zweite Republik (1931–1939)                                      | 4.10.1934     | 16.11.1934    | Ricardo Samper Ibáñez (1)                          |        |
| Zweite Republik (1931–1939)                                      | 16.11.1934    | 25.9.1935     | Juan José Rocha García (1)                         |        |
| Zweite Republik (1931–1939)                                      | 25.9.1935     | 29.10.1935    | Alejandro Lerroux García (1)                       |        |
| Zweite Republik (1931–1939)                                      | 29.10.1935    | 30.12.1935    | José Martínez de Velasco (1)                       |        |
| Zweite Republik (1931–1939)                                      | 30.12.1935    | 19.2.1936     | Joaquín Urzáiz Cadaval (1)                         |        |
| Zweite Republik (1931–1939)                                      | 19.2.1936     | 19.7.1936     | Augusto Barcia Trelles (1)                         |        |
| Zweite Republik (1931–1939)                                      | 19.7.1936     | 19.7.1936     | Justino de Azcárate y Florez (1)                   |        |
| Zweite Republik (1931–1939)                                      | 19.7.1936     | 4.10.1936     | Augusto Barcia Trelles (1)                         |        |
| Zweite Republik (1931–1939)                                      | 4.10.1936     | 17.5.1937     | Julio Álvarez del Vayo (1)                         |        |
| Zweite Republik (1931–1939)                                      | 17.5.1937     | 5.4.1938      | José Giral Pereira (1)                             |        |
| Zweite Republik (1931–1939)                                      | 5.4.1938      | 5.3.1939      | Julio Álvarez del Vayo (1)                         |        |
| Zweite Republik (1931–1939)                                      | 5.3.1939      | 30.4.1939     | Julián Besteiro (1)                                |        |
| Franquismo (1936–1975)                                           | 31.1.1938     | 9.8.1939      | Francisco Gómez-Jordana Sousa (2)                  |        |
| Franquismo (1936–1975)                                           | 9.8.1939      | 16.10.1940    | Juan Luis Beigbeder Atienza (2)                    |        |
| Franquismo (1936–1975)                                           | 16.10.1940    | 3.9.1942      | Ramón Serrano Súñer (2)                            |        |
| Franquismo (1936–1975)                                           | 3.9.1942      | 3.8.1944      | Francisco Gómez-Jordana Sousa (2)                  |        |
| Franquismo (1936–1975)                                           | 3.8.1944      | 20.7.1945     | José Félix de Lequerica Erquiza (2)                |        |
| Franquismo (1936–1975)                                           | 20.7.1945     | 25.2.1957     | Alberto Martín-Artajo Álvarez (2)                  |        |
| Franquismo (1936–1975)                                           | 25.2.1957     | 29.10.1969    | Fernando María de Castiella Maíz (2)               |        |
| Franquismo (1936–1975)                                           | 29.10.1969    | 11.6.1973     | Gregorio López-Bravo de Castro (2)                 |        |
| Franquismo (1936–1975)                                           | 11.6.1973     | 30.1.1974     | Laureano López Rodó (2)                            |        |
| Franquismo (1936–1975)                                           | 30.1.1974     | 11.12.1975    | Pedro Cortina Mauri (2)                            |        |
| Herrschaft von Juan Carlos I. (1975–2014) und Felipe VI. (2014–) | 11.12.1975    | 7.7.1976      | José María de Areilza (2)                          | CD     |
| Herrschaft von Juan Carlos I. (1975–2014) und Felipe VI. (2014–) | 7.7.1976      | 8.12.1980     | Marcelino Oreja Aguirre (2)                        | UCD    |
| Herrschaft von Juan Carlos I. (1975–2014) und Felipe VI. (2014–) | 8.12.1980     | 2.12.1982     | José Pedro Pérez Llorca (2)                        | UCD    |
| Herrschaft von Juan Carlos I. (1975–2014) und Felipe VI. (2014–) | 2.12.1982     | 4.7.1985      | Fernando Morán López (2)                           | PSOE   |
| Herrschaft von Juan Carlos I. (1975–2014) und Felipe VI. (2014–) | 4.7.1985      | 24.6.1992     | Francisco Fernández Ordóñez (2)                    | PSOE   |
| Herrschaft von Juan Carlos I. (1975–2014) und Felipe VI. (2014–) | 24.6.1992     | 18.12.1995    | Javier Solana de Madariaga (2)                     | PSOE   |
| Herrschaft von Juan Carlos I. (1975–2014) und Felipe VI. (2014–) | 18.12.1995    | 5.5.1996      | Carlos Westendorp Cabeza (2)                       | PSOE   |
| Herrschaft von Juan Carlos I. (1975–2014) und Felipe VI. (2014–) | 5.5.1996      | 27.4.2000     | Abel Matutes Juan (2)                              | PP     |
| Herrschaft von Juan Carlos I. (1975–2014) und Felipe VI. (2014–) | 27.4.2000     | 9.7.2002      | Josep Piqué i Camps (2)                            | PP     |
| Herrschaft von Juan Carlos I. (1975–2014) und Felipe VI. (2014–) | 9.7.2002      | 17.4.2004     | Ana de Palacio (2)                                 | PP     |
| Herrschaft von Juan Carlos I. (1975–2014) und Felipe VI. (2014–) | 17.4.2004     | 13.4.2008     | Miguel Ángel Moratinos Cuyaubé (3)                 | PSOE   |
| Herrschaft von Juan Carlos I. (1975–2014) und Felipe VI. (2014–) | 14.4.2008     | 20.10.2010    | Miguel Ángel Moratinos Cuyaubé (3)                 | PSOE   |
| Herrschaft von Juan Carlos I. (1975–2014) und Felipe VI. (2014–) | 20.10.2010    | 21.12.2011    | Trinidad Jiménez                                   | PSOE   |
| Herrschaft von Juan Carlos I. (1975–2014) und Felipe VI. (2014–) | 21.12.2011    | 4.11.2016     | José Manuel García-Margallo                        | PP     |
| Herrschaft von Juan Carlos I. (1975–2014) und Felipe VI. (2014–) | 4.11.2016     | 1.6.2018      | Alfonso Dastis                                     | –      |
| Herrschaft von Juan Carlos I. (1975–2014) und Felipe VI. (2014–) | 6.6.2018      | 1.12.2019     | Josep Borrell                                      | PSC    |
| Herrschaft von Juan Carlos I. (1975–2014) und Felipe VI. (2014–) | 1.12.2019     | 13.1.2020     | Margarita Robles                                   | –      |
| Herrschaft von Juan Carlos I. (1975–2014) und Felipe VI. (2014–) | 13.1.2020     | 12. Juli 2021 | Arancha González                                   | –      |
| Herrschaft von Juan Carlos I. (1975–2014) und Felipe VI. (2014–) | 12. Juli 2021 | amtierend     | José Manuel Albares                                | PSOE   |